# رسالة روح الله الخميني إلى ميخائيل غورباتشوف
رسالة سيد روح الله الخميني إلى ميخائيل غورباتشوف (بالفارسية: نامه سید روح الله خمینی به میخائیل گورباچف) هي رسالة أرسلها روح الله الموسوي الخميني المؤسس والزعيم السابق للجمهورية الإسلامية الإيرانية إلى زعيم الاتحاد السوفيتي الأخير ميخائيل غورباتشوف في 7 يناير 1989 يدعوه عبرها الخمينيُ إلى الإسلام ويحذّره من الاعتماد على الدول الغربية لحل المشاكل الاقتصادية التي يعاني منها هذا الاتحاد.
حملت رسالة الخميني «التي جاءت في أعقاب انتهاء حرب الخليج الأولى»، دعوة إلى غورباتشوف إلى التخلي عن العقيدة الشيوعية والالتحاق بالإسلام والتوقف عن محاولة محو الهوية الإسلامية لمواطني جمهوريات آسيا الوسطى السوفياتية.

## اجتماع لقراءة الرسالة
في 3 يناير 1989 كتب روح الله الخميني مؤسس الجمهورية الإسلامية الإيرانية رسالة إلى ميخائيل غورباتشوف الزعيم السابق لدولة الأتحاد السوفيتي.
في 7 يناير 1989 ذهبت مجموعة من نواب الخميني، عبد الله الجوادي الآملي ومرضية حديدجي وكذلك محمد جواد لاريجاني، إلى موسكو ليسلّمُوا الرسالة رسميّاً. رحّب مسؤولوا الأتحاد السوفيتي الوفد الإيراني في المطار وزارهم بعد ذلك غورباتشوف وأستغرقت هذه الزيارة ساعتين تقريباً. قام المفسّر بترجمة الرسالة لغورباتشوف وزملائه وقرأها لهم وكانوا يستمعون إليه وأحياناً يكتب غورباتشوف بعض النقاط الهامة من الرسالة.

## النقاط الرئيسية للرسالة
حملت رسالة الخميني «التي جاءت في أعقاب انتهاء حرب الخليج الأولى»، دعوةً إلى غورباتشوف إلى التخلي عن العقيدة الشيوعية والالتحاق بالإسلام والتوقف عن محاولة محو الهوية الإسلامية لمواطني جمهوريات آسيا الوسطى السوفياتية.
وقد استعان الخميني في توضيح وجهة نظره بإحالات عدة إلى الفلسفة العربية الإسلامية وإلى التصوف الإسلامي للقول بتفوق الإسلام عقيدةً ومنهجاً فكريًا على الماركسية المادية. فلذلك نجد أن هناك شيئًا من الصعوبة في فهم معاني الجمل والعبارات التي استخدمها الخميني في هذه الرسالة.
في بداية الرسالة وفي الفقرة الأولى منها يشير الخميني إلى طريق النجاة للاتحاد السوفيتي ويقول:
يشير الخميني في الفقرة التالية إلى عجز الرأسمالية الغربية التي يتوسل إليها الاتحاد السوفيتي في حل المشاكل الاقتصادية؛ حيث يقول:
إحدي النقاط الهامة التي يضيفها روح الله الخميني إلي الرسالة هي توجّه الشيوعية إلي متاحف التاريخ السياسي العالمي، ويذكر السبب لهذا الإدعاء عدم تلبية الماركسية لأي شيءٍ من الأحتياجات الإنسانية الحقيقية:
وفي الفقرة التالية يوجه الخميني الكلام إلى ضرورة إعادة النظر في الفلسفتين المادية والإلهية:
ربما تعتبر الفقرة التالية من أهمّ فقرات هذه الرسالة حيث يشير فيها الخميني إلي سماع صوت تهشّم عظام الشيوعية حيث يقول:
وفي التالي يدعو الخميني غورباتشوف إلى التحقيق حول الإسلام كوسيلة لأنقاذ الشعوب وحل كافة الأزمات البشرية:

## تفكك الاتحاد السوفيتي
وماهي إلا أقل من 4 سنوات بعد إرسال رسالة الخميني إلي الزعيم الاتحاد السوفيتي غورباتشوف وتحذيره من تهشم عظام الشيوعية في العالم، حتي حدث التفكك في اتحاد الجمهوريات السوفيتية الاشتراكية في 26 ديسمبر 1991 عقب إصدار مجلس السوفييت الأعلى للاتحاد السوفيتي الإعلان رقم (H-142) والذي أُعلِن فيه عن الاعتراف باستقلال الجمهوريات السوفيتية السابقة، وانشاء رابطة الدول المستقلة لتحل محل الاتحاد السوفيتي.

## نشر الرسالة في الاتحاد السوفيتي
أشار الفيلسوف والمؤرخ والكاتب الروسي الكساندر بروخانوف في بيان له حول الرسالة التي بعثها السيد روح الله الخميني إلى الزعيم السوفيتي السابق ميخائيل غورباتشوف، إلى كيفية نشر هذه الرسالة في الاتحاد السوفيتي وقال:«لقد نشرت آنذاك هذه الرسالة في صحيفتي الخاصة حيث بات الجميع يعترفون اليوم بصدق تكهن الامام الخميني وليس هناك من ينكره اذ أنه أوصي غورباتشوف بانتهاج سياسة جديدة وتشكيل نظام جديد لمستقبل الاتحاد السوفيتي الا ان المسؤولين السوفيت لم يتصوروا أن يشاهدوا انهيار نظامهم بهذه السرعة».

## رسالة سيد علي خامنئي لشباب أوروبا وأمريكا الشمالية
محمدجواد لاريجاني عضو وفد النواب لتسليم رسالة روح الله الخميني إلي غورباتشوف، قال: "رسالة قائد الثورة الإسلامية آية الله السيد علي خامنئي موجهة إلى الشباب الغربي يكمل الرسالة التي كتبه الإمام الراحل الخميني في 1989 إلى زعيم السوفياتي السابق ميخائيل غورباتشوف. وذكر أن خطابات الخميني وخامنئي (إلى الشباب في أوروبا وشمال أمريكا وللشباب في البلدان الغربية) دعوة الناس من الغرب لفهم الإسلام.
كذلك وصف مدير وكالة أنباء «فارس» أمين عام جمعية الصحفيين المسلمين، نظام الدين موسوي، الرسالة التي بعثها المرشد الإيراني، علي خامنئي، إلى الشباب الغربي بأنها كانت كتلك التي بعث بها الإمام الخميني الراحل لزعيم الاتحاد السوفييتي ميخائيل غورباتشوف. أشار موسوي إلى أن رسالة المرشد ذات طابع دعوي ولهذا تتشابه مع تلك الرسالة التاريخية التي بعثها الامام الخميني الراحل لزعيم الاتحاد السوفييتي ميخائيل غورباتشوف والتي ذكره فيها بقرب انهيار النظام الشيوعي الشمولي وضرورة الاتجاه نحو المعنوية التي تعتبر من أحد ركائز النظام الإسلامي.وقال: «إن رسالة المرشد الأعلي جاءت بمثابة دعوة لشباب الغرب للوقوف على الإسلام ومنهجه المعتدل وبالطبع إننا لا نتوقع من الاعلام الغربي أن يعمل على ايصال هذه الرسالة بسبب اصابته بازدواجية المعايير».

## رسالة الخميني لشبان روسيا وليست فقط للزعيم السوفيتي
وقال الكساندر بروخانوف حول هذه الرسالة التي وجّهها الخميني إلي الزعيم السوفيتي السابق غورباتشوف، أن عددا كبيرا من الشبان الروس يعتبرونها الآن بأنها كانت لهم وليس لغورباتشوف، حيث قال: «إن الكثير من الشبان الروس الذين اعتنقوا الإسلام أكدوا بأن رسالة الإمام الخميني إلى غورباتشوف كانت لهم رغم أنهم كانوا أطفالا صغار أو لم يولدوا بعد وليست للزعيم السوفيتي آنذاك.»

## شرح الرسالة
وبعدما عاد وفد النّواب الإيراني إلى طهران، کتب عبد الله الجوادي الآملي الذي تَمثّلَ رئاسة ذلك الوفد، شرحاً مفصلًا لرسالة الخمیني هذه، وقامت بنشره مؤسسة تنظیم ونشر تراث الإمام الخمیني في کتاب تحت عنوان «دعوة إلى التوحید».